# Agrilus chaparensis
Agrilus chaparensis es una especie de insecto del género Agrilus, familia Buprestidae, orden Coleoptera.
Fue descrita científicamente por Pochon, 1971.